# ヘンデルの主題による変奏曲とフーガ
『ヘンデルの主題による変奏曲とフーガ』（ヘンデルのしゅだいによるへんそうきょくとフーガ、独: Variationen und Fuge über ein Thema von Händel）作品24は、ヨハネス・ブラームスが1861年に作曲したピアノ独奏曲。当時28歳のブラームスがハンブルク近郊ハムで書いた作品で出版されたもののうち、唯一のフーガ作品を伴う大曲。出版は翌1862年。
初演は1861年12月7日、ハンブルクにて、クララ・シューマンによって演奏された。演奏時間は平均して約28分を要する。変奏曲の大家であるブラームスが、音楽的内容の頂点をきわめた作品。技巧的頂点は『パガニーニの主題による変奏曲』作品35である。ここでは演奏効果と音楽的内容が完全に調和した形が汲み取れる。バッハの『ゴルトベルク変奏曲』、ベートーヴェンの『ディアベリ変奏曲』、ロベルト・シューマンの『交響的練習曲』と並び称される、音楽史上の変奏曲の歴史を飾る曲である。

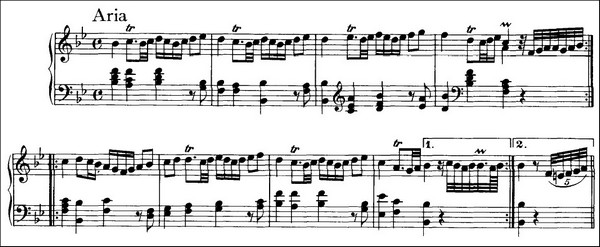
ヘンデルによる主題

主題と25の変奏、主題の骨格から形成される簡素なテーマに基づくフーガからなる。主題はヘンデルのクラヴィーア組曲第2巻第1曲（HWV434）の第3楽章「エア」（Air）からとられており、ブラームスのこの作品では“Aria”と記されている（装飾音が一部変更されている）。変ロ長調を基本としながらも、第5・第6・第13変奏で変ロ短調を用い、第21変奏ではト短調が用いられるほか、ハンガリー音楽の影響やバロック音楽の舞曲形式を思わせるような変奏など、極めて多彩な内容を備えている。自由かつドラマティック、ロマンティックに展開されるフーガでは、ピアノ演奏技巧の難易度が高い連句、走句が多用され、重音奏法やオクターヴ奏法の連続など、技術的にも非常に困難をきたす内容を備えている。また、徹底して対位法が駆使されている。
この作品には、ブラームスがヘンデルやバッハ等のバロック音楽を熱心に研究した成果が反映されているが、さらに独自の個性を打ち立てている。1864年にウィーンに滞在していたリヒャルト・ワーグナーのもとを訪れた際に、「古いものでも、熟達した作曲家の手にかかると、新鮮なものになるものだ」と感激されたというエピソードが残っている。

## 録音
ブルーノ・レオナルド・ゲルバー、ゲルハルト・オピッツ、アンドラーシュ・シフ、ワレリー・アファナシエフ、ウラディーミル・アシュケナージ、園田高弘、エマニュエル・アックス、ルドルフ・ゼルキン、マレイ・ペライア等が録音を残している。